# Contesse
Contesse is een plaats (frazione) in de Italiaanse gemeente Messina.